# Бразильское восстание военно-морского флота
Бразильское восстание военно-морского флота (порт. Revolta da Armada) — восстание офицеров военно-морского флота Бразилии в начальный период Бразильской старой республики (сентябрь 1893 — апрель 1894 года), вызванное противостоянием военной диктатуре президента Флориану Пейшоту.

## История
После падения империи спокойствие в стране сразу восстановиться не могло. Между армией, преданной президенту, маршалу Флориану Пейшоту, и флотом, под управлением адмирала Кастодио де-Мелло, была значительная рознь. 6 сентября 1893 года де-Мелло объявил президента изменником конституции и поднял восстание. К нему присоединились суда, стоявшие в Рио-де-Жанейро: единственный современный корабль, броненосец «Акидабан» (Aquidaban), старый броненосец «Жавари» (Javary), монитор «Алагоас» (Alagoas), крейсера «Република» (Republica) и «Тамандаре» (Tamandare) с повреждённой машиной, 3 больших и 4 малых миноносца, а также много вооружённых коммерческих судов. Де-Мелло надеялся, кроме этого, сформировать на юге страны сильное войско. У президента осталось несколько судов, не имевших боевого значения, но на его стороне были сухопутные войска и береговые укрепления, а главное, он располагал денежными средствами, которых не было у инсургентов. При значительной длине береговой линии Бразилии и малом развитии железных дорог, главные пути сообщения (морские) были в руках инсургентов, и задача президента состояла в создании флота, чтобы овладеть морем.
Первые недели прошли в безрезультатных перестрелках между судами и фортами в Рио-де-Жанейро. В ночь на 12 октября пароход с инсургентами, выходивший из гавани, был обстрелян фортами и потерял много людей. Через несколько дней крейсер «Република» протаранил пароход с солдатами президента, причём погибло до 500 человек. 22 ноября выстрелами фортов был потоплен инсургентский миноносец, а старый броненосец «Жавари», расшатанный собственными выстрелами, перевернулся и затонул. Попытки де-Мелло организовать на юге войска не удались, так как, хотя там и было много инсургентов, но предводители их ссорились и соперничали между собой. Между тем, средства де-Мелло истощались, и в феврале начал чувствоваться недостаток в запасах. За это время Пейшоту успел обзавестись некоторым числом судов. Он купил в Соединённых Штатах подводную канонерскую лодку Destroyer, вооружённую 30-фн. миной, 2 быстроходных паровых баркаса и 5 миноносцев производства фирмы «Шихау»; были вооружены 6 пароходов и захвачен миноносец в 480 тонн, построенный «Армстронгом» и шедший из Великобритании к инсургентам.
10 марта суда президента появились в видимости гавани Рио-де-Жанейро, намереваясь атаковать инсургентов. Де-Мелло на броненосце «Акидабан» с несколькими вооружёнными пароходами был на юге, а замещавший его адмирал Гама, отчаиваясь в исходе дела, высадил команду на берег, а сам с большинством офицеров нашёл приют на стоявшем в гавани португальском крейсере. Не зная об оставлении кораблей инсургентами, президент обстрелял их и, не получив ответа, захватил все суда. Получив отказ от португальского крейсера в выдаче офицеров, он прекратил дипломатические отношения с Португалией. Разрыв этот, однако, дальнейших последствий не имел.
Оставалось покончить с главарём восстания де-Мелло. Для этого была отправлена вся флотилия на поиски «Акидабана»; броненосец был найден в бухте святой Екатерины и потоплен 15 апреля двумя минами. За несколько дней до этого адмирал де-Мелло, оставив на «Акидабане» 50—60 человек команды, с вооружёнными пароходами ушёл в Буэнос-Айрес и сдал суда аргентинскому правительству, найдя там приют в качестве политического беженца.
После подавления отдельных вспышек восстания на суше Пейшоту удалось восстановить спокойствие в стране.